# Zanele Muholi
Zanele Muholi HonFRPS (Durban, 19 de julho de 1972) é artista e ativista visual da África do Sul, trabalhando com fotografia, vídeo e instalação. Sua obra aborda questões de raça, gênero e sexualidade, com um acervo que remonta ao início dos anos 2000, documentando e celebrando vidas das comunidades negras lésbicas, gays, trans e intersexo do país. Muholi se identifica como pessoa não binária e utiliza pronomes neutros.
Muholi foi finalista do Deutsche Börse Photography Prize em 2015. Recebeu um Infinity Award do International Center of Photography em 2016, o título de Chevalier de Ordre des Arts et des Lettres no mesmo ano e uma Honorary Fellowship da Royal Photographic Society em 2018.

## Biografia
Zanele Muholi nasceu em 19 de julho em Umlazi, Durban, onde passou a infância como caçula dos cinco filhos de Ashwell Tanji Banda Muholi e Bester Muholi, que trabalhava como empregada doméstica.
Em 2003, Muholi concluiu o curso de fotografia avançada oferecido pela escola de fotografia e galeria Market Photo Workshop em Newtown, Joanesburgo. Em 2004 realizou sua primeira exposição individual, na Galeria de Arte de Joanesburgo. Recebeu em 2009 sua titulação de mestrado pela Universidade Ryerson em Toronto, com dissertação mapeando a história visual da identidade das lésbicas negras e suas políticas na África do Sul pós-apartheid.
Muholi se descreve como ativista visual, e não como artista.  Dedica-se a aumentar a visibilidade das comunidades negras lésbicas, gays, transgêneros e intersexuais. Muholi pesquisa e documenta histórias de crimes de ódios contra a comunidade LGBTQIAP+, a fim de expor agressões relacionadas a estupro corretivo e HIV / AIDS .
Em 28 de outubro de 2013, Muholi se tornou docente honorária de video e fotografia na Universidade das Artes de Bremen, na Alemanha. Em 2014, esteve presente na Conferência de Design Indaba, na Cidade do Cabo. Em 2017, foi conferencista na WorldPride.

## Fotografia
Seu trabalho tem sido comparado à maneira como W.E.B. Du Bois subverteu as representações típicas de pessoas negras nos Estados Unidos. Tanto Muholi quanto Du Bois criaram um arquivo fotográfico para desconstruir percepções dominantes e preexistentes sobre aqueles que escolheram retratar. Muholi considera seu trabalho colaborativo, chamando as pessoas fotografadas de "participantes". Com esse termo, Muholi permite que cada um colabore na escolha das poses. Buscando fortalecer essas pessoas, Muholi frequentemente as convida para falar em eventos e exposições, trazendo suas vozes para o debate.
Por meio dessa abordagem artística, Muholi busca documentar a trajetória da comunidade queer africana como um registro para as próximas gerações. A intenção é capturar o momento sem negatividade, evitando um foco exclusivo na violência recorrente, e apresentar a comunidade LGBTQIAP+ tanto individualmente quanto coletivamente, incentivando a união. Assim, seu trabalho pode ser considerado documental. Ao criar uma visualização mais positiva, Muholi combate a violência motivada pela homofobia, especialmente contra lésbicas negras. Sua fotografia Zukiswa (2010) mostra uma mulher lésbica africana olhando diretamente para quem observa a imagem, com um olhar firme e confiante, pleno de consciência e determinação. Esse exemplo promove conscientização, aceitação e uma visão mais positiva da comunidade queer na África do Sul.